# Arca dei Re Magi
L'Arca dei Re Magi è un capolavoro dell'oreficeria dell'Arte mosana conservata nel Duomo di Colonia, nel Land della Renania Settentrionale-Vestfalia, in Germania.

## Storia e descrizione

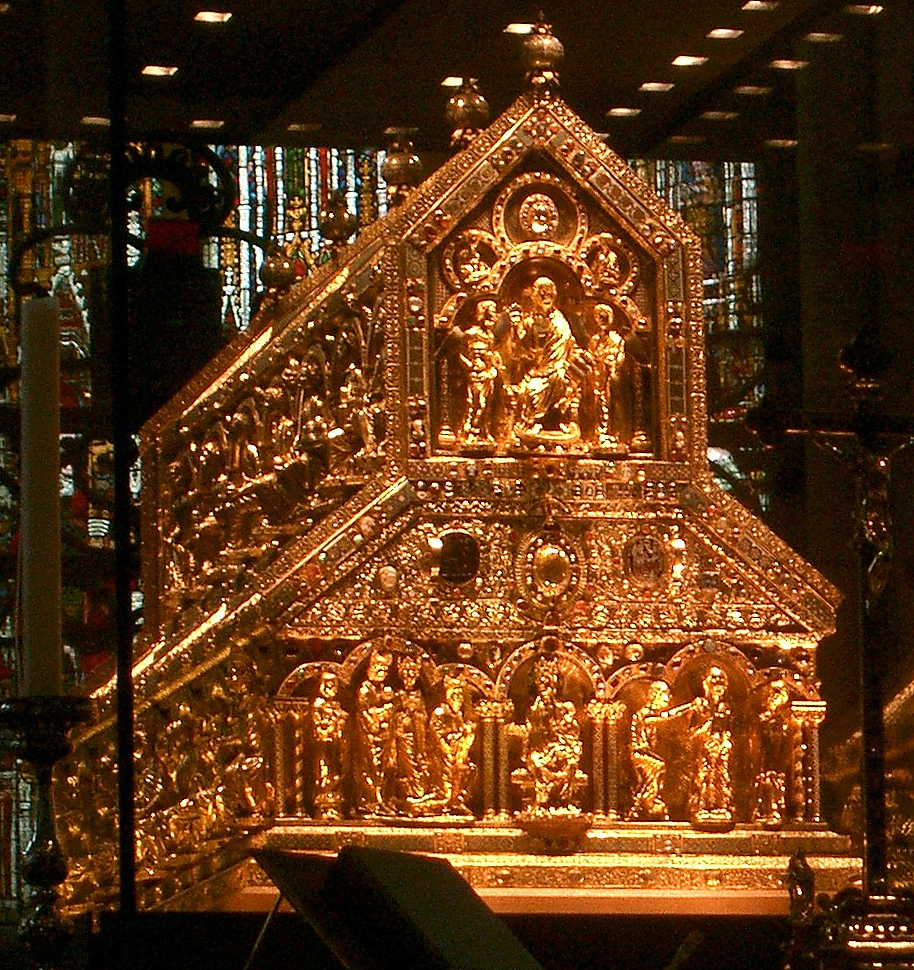
Fronte del reliquiario con la Madonna in Trono col Bambino, Battesimo di Gesù, Ottone IV e Arcangeli.

L'imperatore Federico Barbarossa come bottino di guerra recuperò le reliquie dei Re Magi dalla Basilica di Sant'Eustorgio di Milano. Il 23 luglio 1164 l'arcivescovo di Colonia e arcicancelliere imperiale Rainald von Dassel le portò a Colonia.
Le reliquie attirarono subito molti pellegrini e, alla fine del XII secolo, l'Imperatore Ottone IV commissionò a Nicolas de Verdun una cassa monumentale per contenerle ed esporle degnamente al pubblico.  Inoltre l'arca contiene anche le spoglie di Gregorio di Spoleto e a quelle dei Santi Felice d'Africa e Nabor.
L'orefice realizzò il suo capolavoro tra il 1190 e il 1225. È considerato il reliquiario più grande e artisticamente sofisticato sopravvissuto del Medioevo; misura 110 cm di larghezza, 153 cm di altezza e 220 cm di lunghezza e pesa 500 Kg. 
Si presenta su due piani a forma di basilica ed è in legno di quercia (la struttura originaria è nel tesoro della cattedrale) rivestito da lastre d'argento e rame dorato, smalti, cammei e gemme e decorato con statuette di Profeti, Santi, Apostoli Re e Vescovi e scene sacre che illustrano la Storia cristiana della salvezza dall'inizio dell'Antico Testamento al Giudizio Universale.
L'arca fu esposta per la prima volta nell'antica Cattedrale di Hildebold che, probabilmente, visto l'importante richiamo di pellegrini e fedeli, ha indotto alla decisione di costruire una nuova e più grande cattedrale a partire dal 1248, l'odierna.
All'interno della cattedrale gotica, le reliquie vennero esposte in differenti luoghi e nel 1794, in previsione dell'invasione francese nel 1794, l'arca, nonché altre parti del tesoro della cattedrale furono portati in salvo nell'abbazia premostratense di Wedinghausen.
Dal 1948 occupa l'attuale posto centrale dietro l'altare maggiore.